# Vale Vêneto

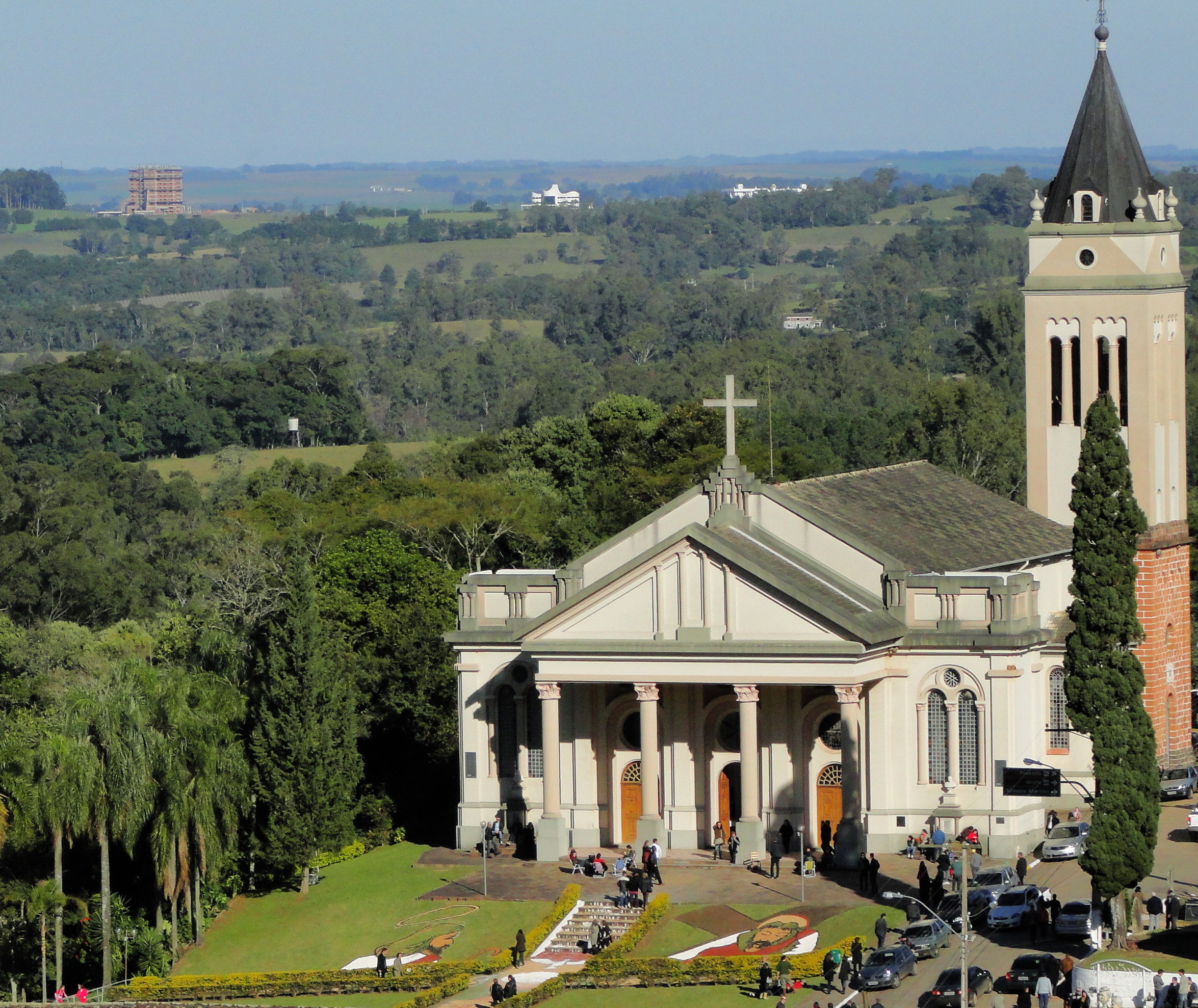
A igreja do Corpus Christi, em Vale Vêneto.

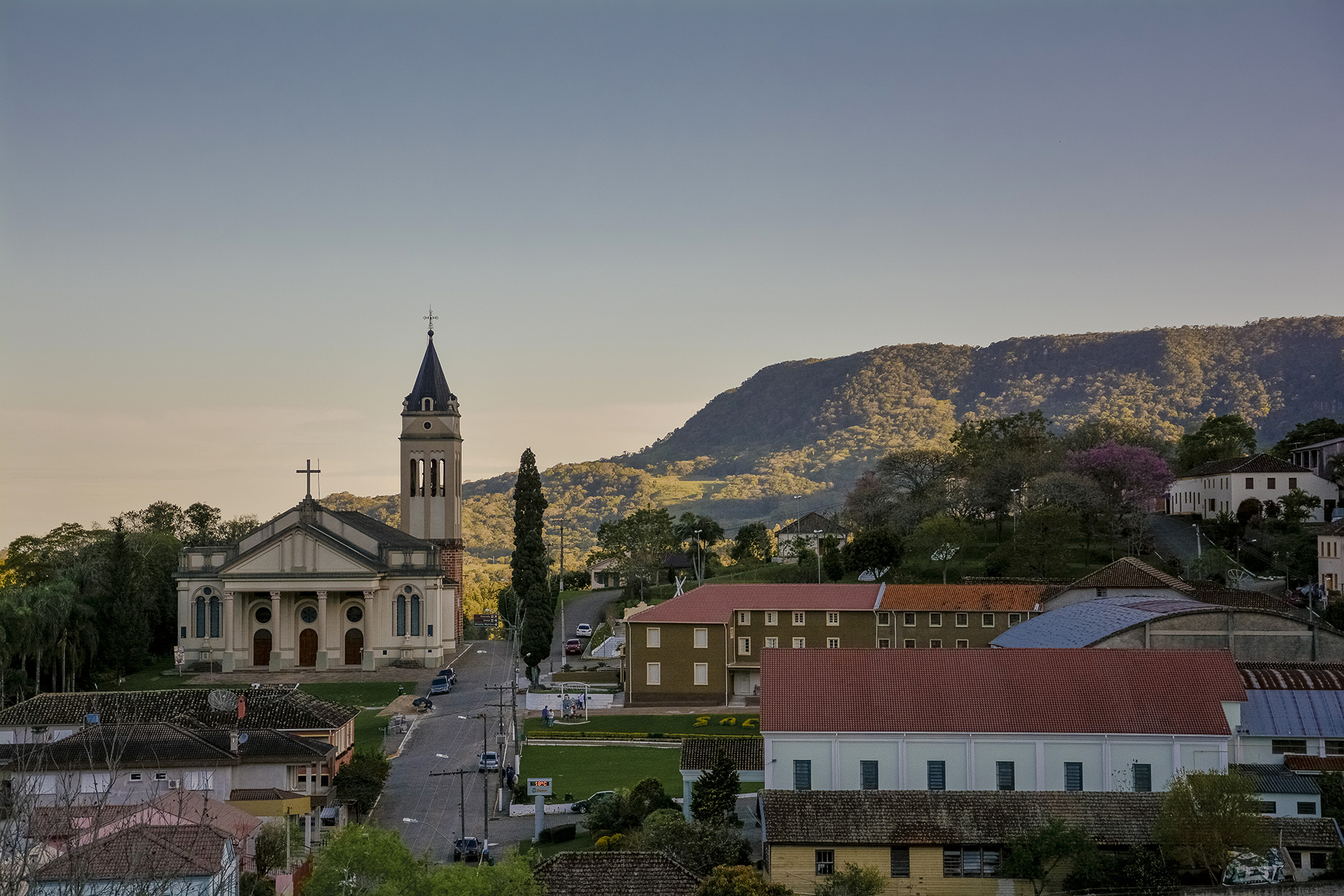
Vale Vêneto visto do alto do Calvário.

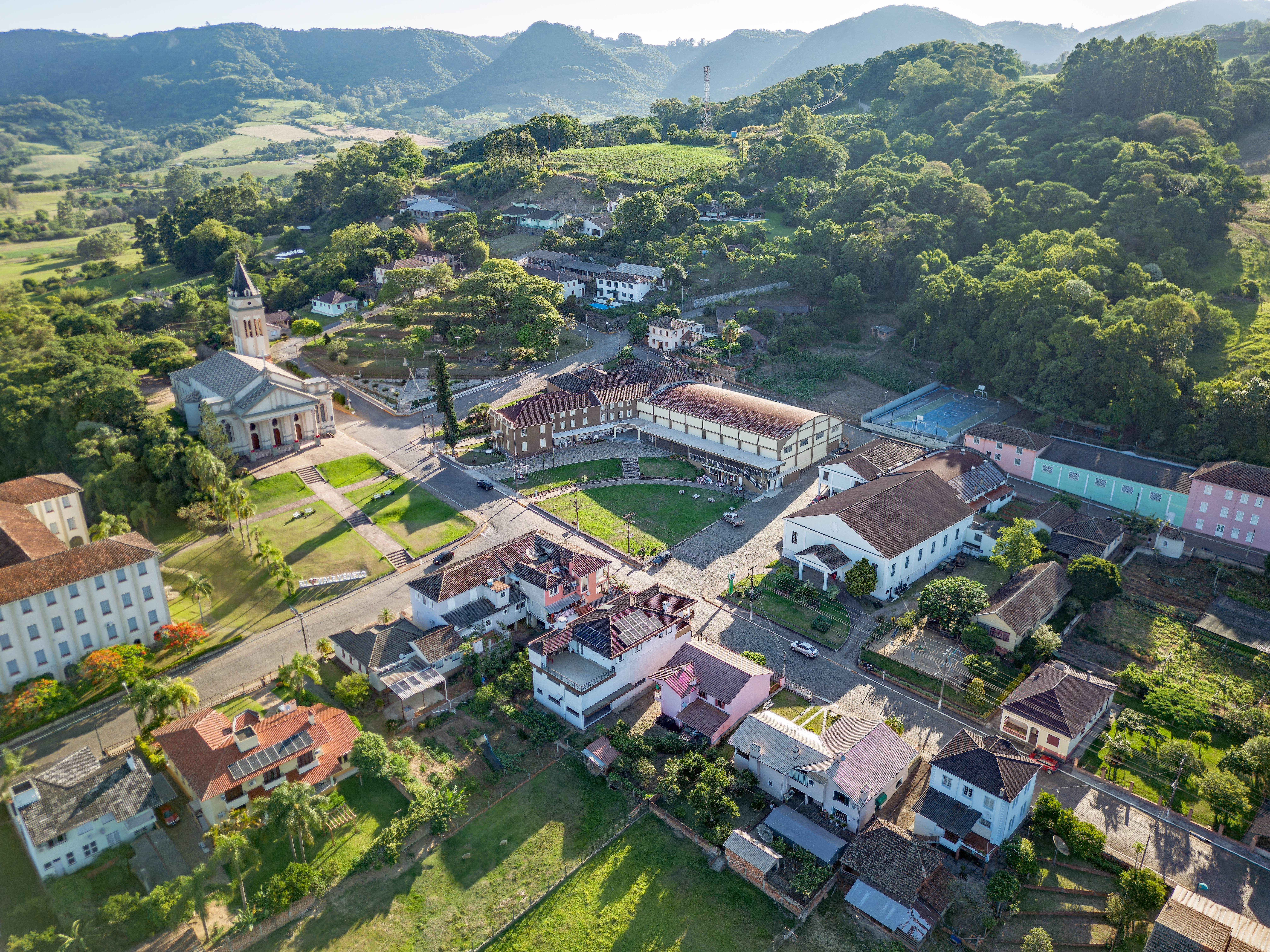

Vale Vêneto é um distrito localizado no município brasileiro de São João do Polêsine, no estado do Rio Grande do Sul. A origem de seu nome é uma homenagem aos colonizadores italianos que se fixaram em suas terras, cuja maioria provém da região do Vêneto.
Em 20 de maio de 1878 chegaram os primeiros imigrantes na localidade. A grande maioria eram italianos (aproximadamente onze famílias) vindos da região do Vêneto, no norte da Itália. No mesmo ano chegavam ao vale mais famílias lideradas por Paulo Bortoluzzi, considerado fundador de Vale Vêneto).
Vale Vêneto situa-se a 13 quilômetros do centro da cidade, 7 quilômetros de Silveira Martins e a 40 quilômetros Santa Maria.